# Habala
Habala (ar. الحبلة) – mała wioska położona w górach w prowincji Asir w Arabii Saudyjskiej. Na początku zamieszkiwała ją społeczność znana jako "kwietni ludzie", z powodu ich zwyczaju noszenia ozdób z wysuszonych ziół i kwiatów we włosach. W przeszłości wioska była dostępna jedynie za pomocą drabiny linowej. Sama nazwa Habala oznacza po arabsku linę.
W latach 90 zbudowano kolejkę linową, która umożliwiała dostęp do wioski dla turystów. W wyniku napływu turystów "kwietni ludzie" musieli opuścić swoje domy i przenieść się do nowej części wioski zbudowanej w dolinie znajdującej się poniżej. Państwowa Armia Arabii Saudyjskiej przeniosła siłą tych mieszkańców, którzy nie chcieli sami się przeprowadzić. Obecnie niektórzy z mieszkańców mogą podróżować latem do wioski znajdującej się na górze, ale robią to jedynie po to, by wykonać swój tradycyjny taniec dla turystów.